# Ancilla Schneider
Maria Ancilla Fidelis Schneider OSB (bürgerlicher Vorname Pauline) (* 14. November 1905 in Sachsenkam, Bezirksamt Bad Tölz; † 16. August 1976 in Salzburg) war von 1965 bis 1976 die 89. Äbtissin der Benediktinerinnenabtei Nonnberg in Salzburg.

## Biografie
Pauline Schneider studierte Orgel, Kirchenmusik und Klavier an der Akademie für Tonkunst München (heute die Hochschule für Musik und Theater München). Nach ihrem Studium  trat sie in das Frauenkloster Nonnberg ein, ihre Profess legte sie am 25. März 1930 ab. Im Kloster war sie nacheinander als Organistin, Kantorin, Zeremoniarin, Grafikerin und schließlich als Novizenmeisterin tätig. Am 24. Februar 1965 wurde sie als Nachfolgerin von Erentrudis Steidl zur Äbtissin gewählt, die Äbtissinnenbenediktion erfolgte am 25. März 1965.

## Werke
Ancilla Schneider komponierte geistliche Musik. Von ihr stammten mehr als 200 Liedkompositionen und über 100 Orgelbegleitungen. Als Grafikerin erstellte sie über 50 Spruchkarten.
Im Jahr 1956 wurde zur Einweihung der neuen Orgel des Stifts Nonnberg ihre dreistimmige Vertonung des Psalms 150 uraufgeführt.